# Aethephyllum
Aethephyllum là chi thực vật có hoa trong họ Aizoaceae.